# Scintigrafia delle ghiandole salivari
La scintigrafia delle ghiandole salivari è una indagine diagnostica di medicina nucleare volta ad analizzare l'integrità della funzione secretoria delle ghiandole salivari maggiori (parotidi e sottomandibolari), studiando l'andamento nel tempo della concentrazione parenchimale del radiofarmaco adoperato, il pertecnetato marcato con tecnezio radioattivo, e come essa si modifichi dopo la somministrazione di uno stimolo secretivo acido (più frequentemente succo di limone per via orale).

## Indicazioni all'esame
La scintigrafia delle ghiandole salivari viene richiesta tutte le volte in cui vi sia un sospetto clinico o biochimico-strumentale di:
- Scialoadeniti croniche, che si manifestano con xerostomia o secchezza delle fauci: Sindrome di Sjögren[2] primitiva, connettiviti autoimmuni, sarcoidosi, esiti di trattamenti radioterapici del distretto testa-collo.
- Scialoadeniti acute, di origine batterica o virale.
- Calcolosi salivare
- Neoplasie benigne (es. Tumore di Warthin) o maligne (es. carcinoma mucoepidermoide, carcinoma duttale)
- Valutazione nel follow-up delle paralisi del VII nervo cranico (nervo faciale).

## Preparazione
Non è necessaria alcuna preparazione propedeutica all'esame: non sono previsti né il digiuno, né alcuna sospensione di terapie mediche in atto. Per le pazienti in età fertile, controindicazione all'esame è la presenza di uno stato di gravidanza accertata o presunta.

## Modalità di esecuzione
Il razionale della scintigrafia delle ghiandole salivari si basa sulla capacità delle cellule sierose e mucose che compongono le ghiandole salivari, di captare l'anione pertecnetato, che viene successivente secreto, quale componente della saliva, all'interno del cavo orale. Tale meccanismo avviene sotto il controllo del sistema nervoso parasimpatico.
Viene adoperata una gamma-camera a grande testata con collimatori LEHR (Low Energy High Resolution), col paziente posizionato supino sul lettino della stessa e la testata in posizione anteriore, quanto più possibile vicino alla regione indagata. Viene impostato quindi uno studio dinamico che inizia al momento dell'iniezione endovena del 99mTc-pertecnetato (185 MBq, 5 mCi) e dura circa 30 minuti (in taluni protocolli di acquisizione anche 45-60'). A metà dell'acquisizione dinamica, che finora ha avuto lo scopo di studiare la fase di accumulo parenchimale, viene somministrato tramite una cannuccia il succo di limone (o qualsiasi altro stimolo secretivo), come test di stimolo della secrezione salivare. È fondamentale per la corretta riuscita dell'esame che il paziente rimanga immobile nella posizione predefinita (fonte di errore è il movimento del paziente dell'esame, che non consente un'adeguata valutazione delle immagini e la successiva elaborazione grafica).

## Analisi delle immagini
Una volta terminato l'esame, si valuta qualitativamente la funzione delle ghiandole salivari osservando l'entità dell'accumulo del radiofarmaco in esse, rispetto alle strutture viciniori (es. fondo radioattivo e tiroide). Successivamente vengono disegnate delle ROI (Region Of Interest, cioè si delimitano graficamente, contornandole, le aree dell'immagine così ottenuta in corrispondenza delle 4 ghiandole salivari maggiori) ed i softwares dedicati analizzano come varino i conteggi nel tempo, creando delle curve attività-tempo che mostrano le variazioni nel tempo della concentrazione di radiofarmaco in ciascuna ghiandola esaminata. Tramite queste curve è anche possibile vedere come queste si riducano al sopraggiungere dello stimolo secretivo in casi di conservata funzionalità. 
Dopo aver osservato eventuali asimmetrie di lato e differenze fra ghiandole parotidi e sottomandibolari, collateralmente si dovrebbe valutare qualitativamente anche la distribuzione del radiofarmaco a livello della tiroide ed annotare eventuali anomalie (es. ingrandimenti della ghiandola tiroidea in toto, noduli caldi o aree di ipocaptazione).

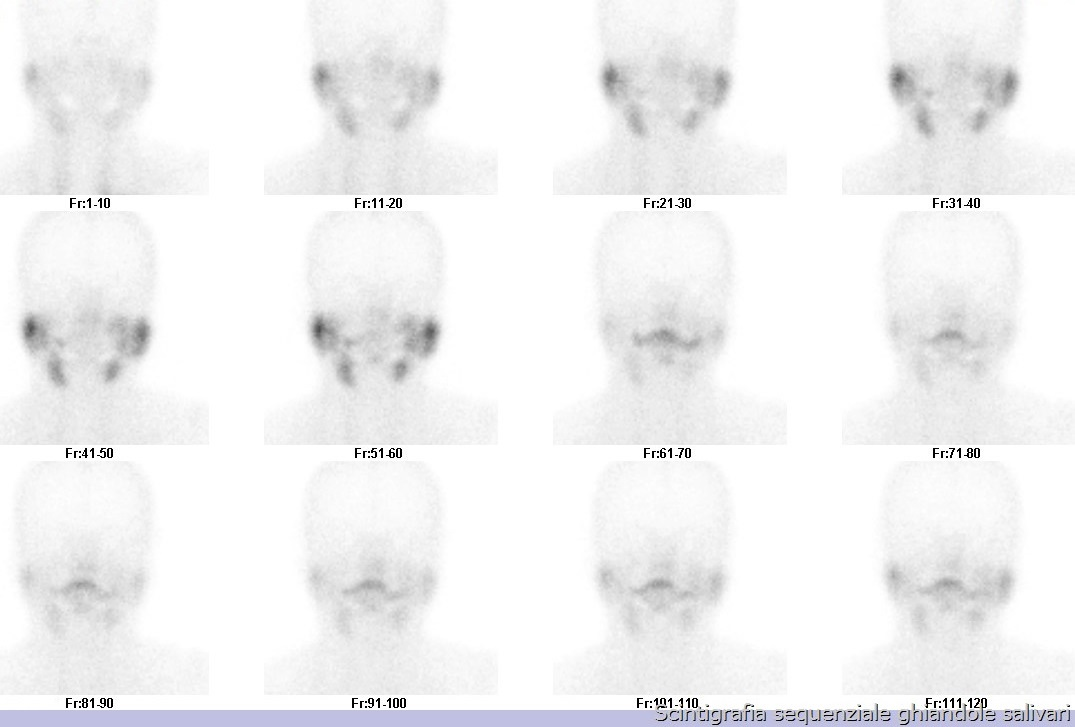
Studio dinamico in un paziente con normale funzionalità delle ghiandole salivari.

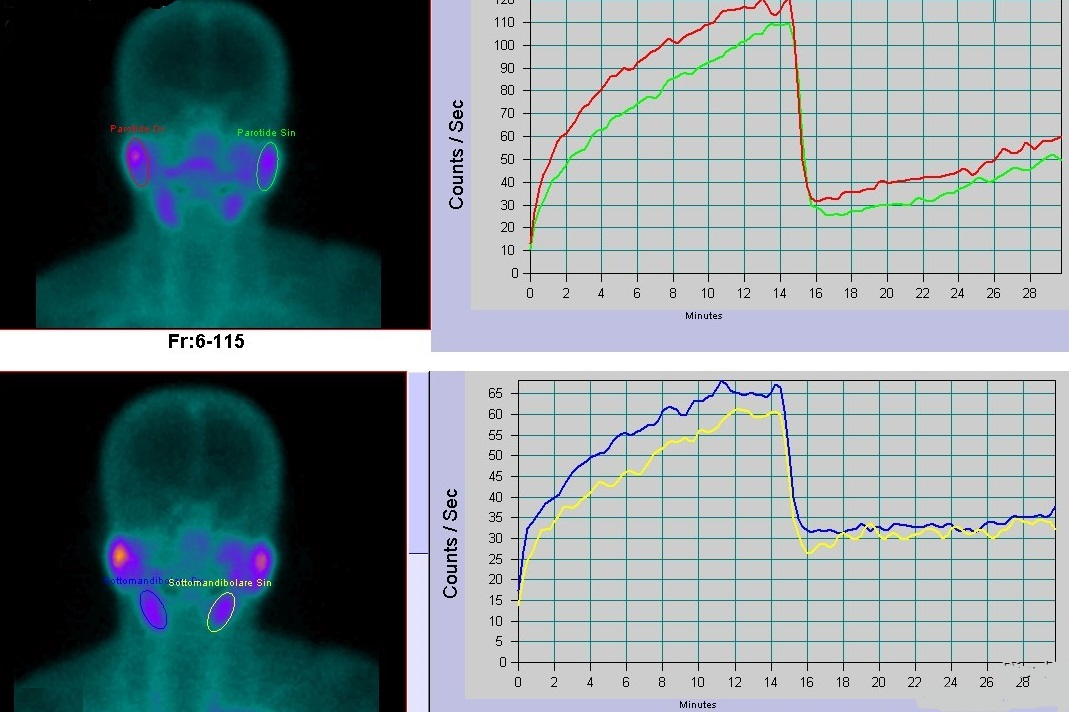
Curve attività-tempo in un paziente con normale funzionalità delle ghiandole salivari.

### Quadri clinici osservabili
- Scialoadeniti croniche: progressiva riduzione della captazione del radiofarmaco per sostituzione fibrosa del tessuto ghiandolare normofunzionante, proporzionale al grado di compromissione funzionale.
- Scialoadeniti acute: la captazione del tracciante è aumentata per iperemia ed aumento volumetrico delle ghiandole.
- Calcolosi salivare: in questo caso è importante effettuare il test di stimolo acido per valutare il grado di ostruzione dei dotti salivari.
- Neoplasie benigne o maligne: si osservano delle aree focali di accumulo di radiocomposto.